# 13 (album, Blur)
13 je šesté studiové album britské kapely Blur, které vyšlo v roce 1999. Album se dostalo na první místo prodejnosti ve Velké Británii. V USA se kapele nedařilo, nejvýše se deska dostala na 80. pozici.
Na této desce kapela definitivně opustila pro ně typický Britpop a pustila se do Indie rocku.

## Seznam písní
1. "Tender" – 7:40
2. "Bugman "– 4:47
3. "Coffee & TV"– 5:58
4. "Swamp Song" – 4:36
5. "1992" – 5:29
6. "B.L.U.R.E.M.I." – 2:52
7. "Battle" – 7:43
8. "Mellow Song" – 3:56
9. "Trailerpark" – 4:26
10. "Caramel" – 7:38
11. "Trimm Trabb"– 5:37
12. "No Distance Left to Run" – 3:27
13. "Optigan 1" – 2:34

Japonská bonusová píseň
14. "I Got Law" (demo version)

## Umístění ve světě
| Stát           | Umístění |
| -------------- | -------- |
| Velká Británie | 1        |
| Kanada         | 11       |
| USA            | 80       |